# Polizeiruf 110: Mitternachtsfall
Mitternachtsfall ist ein deutscher Kriminalfilm von Gunter Friedrich aus dem Jahr 1989. Der Fernsehfilm erschien als 125. Folge der Filmreihe Polizeiruf 110.

## Handlung
Schweinebesitzer Wilhelm Sippach ist im Dorf als Trinker bekannt, hat immer ein Fläschchen Hochprozentigen bei sich und wird von den Dorfbewohnern stets im Auge behalten. An diesem Tag ist dies mehr als sonst der Fall, so wird ihm kein Alkohol verkauft und auch im Gasthaus erhält er nur Alkoholfreies ausgeschenkt. Den Dorfjungen gelingt es zudem, den letzten selbstangesetzten Früchtepunsch Wilhelms in den Schweinestall zu kippen. Wilhelms Eber Albert, der es in Zeiten künstlicher Besamung sowieso schon schwer genug hat, säuft den Alkohol und torkelt betrunken durch den Stall. Wilhelms Versuch, Albert zwecks natürlicher Fortpflanzung heimlich zu den Sauen der LPG zu sperren, scheitert an der Müdigkeit des Ebers.
Wilhelm fährt auf der Suche nach Alkohol mit dem Bus in die nächste Kleinstadt. Er trifft auf den Pferdenarr Fredy Kühn, der ihn in die nächste Kneipe begleitet. Hier trinken beide bis zur Sperrstunde und wanken anschließend in Richtung Straßenbahn. Im Stadtpark hört ein Liebespaar plötzlich einen lauten Schrei. Kurz darauf finden sie den bewusstlosen und aus einer Kopfwunde blutenden Wilhelm. Neben ihm liegt ein schwerer Knüppel. Wilhelm ist für die Ermittler Hauptmann Peter Fuchs und Oberleutnant Thomas Grawe das dritte Opfer einer Reihe von Raubüberfällen im Stadtwald. Sie befragen die Wirtsleute Gerber, bei denen Wilhelm zuletzt getrunken hatte. Frau Gerber berichtet, dass Wilhelm viel Geld bei sich gehabt habe und sie gleich ahnte, dass das mit den beiden Männern nicht gut ausgehen werde.
Ein früheres Opfer des Räubers, Frau Sohr, hatte ein Phantombild angefertigt. In dem Bild erkennen die Wirtsleute den Begleiter von Wilhelm wieder. Das Bild wird auf Steckbriefen verteilt und tatsächlich findet sich ein Taxifahrer, der die Adresse von Fredy Kühn angeben kann. Er hat ihn in der Nacht nach Hause gefahren. Nun, am Morgen, ist Fredy immer noch alkoholisiert und kann nur schwer auf die Fragen von Peter Fuchs und Thomas Grawe reagieren. Vieles, was sie ihn fragen, ist ihm ein Rätsel. Bei ihm finden sich jedoch Wilhelms Brieftasche und ein Schuh des Opfers. Zudem entdecken die Ermittler zahlreiche weitere Brieftaschen in seinem Zimmer sowie im Kamin eine Büchse mit Geld, das die Vermieter zunächst für sich beanspruchen. Fredy wird vorläufig festgenommen. Bei der Gegenüberstellung mit Frau Sohr bricht diese in Tränen aus. Sie erklärt den Ermittlern, sie belogen zu haben, da sie nicht wollte, dass der Täter ermittelt wird. Ihr Mann glaubte, sie sei im Stadtpark fast vergewaltigt worden. In Wirklichkeit wurde ihr Geld gestohlen – das sie zuvor für eine heimlich verkaufte Uhr ihres Mannes erhalten habe. Beim Ankäufer handelte es sich um die Wirtin Gerber. Von Herrn Gerber finden sich nun immer mehr Spuren. Ein am Tatort gefundener Knopf stammt von seiner Jacke; zudem sicherte man seine Fußspuren am Tatort. Am Ende gibt Gerber zu, den beiden Männern nachgegangen zu sein, Wilhelm jedoch nur ohnmächtig und blutend aufgefunden zu haben. Frau Sohrs neues Phantombild entlarvt Gerber als Dieb und so ist für die Ermittler wenigstens jener Fall der Stadtwaldraubüberfälle gelöst. Einen Überfall auf Wilhelm streitet Gerber vehement ab.
Auch Fredy erweist sich als unschuldig. Ein Straßenbahnfahrer sagt aus, er habe den betrunkenen Mann in der Nacht aus der Bahn geworfen, nachdem er Passanten mit Wilhelms Schuh bedroht hatte und forderte, dass man ihn sofort zur Polizei bringe, weil seinem Freund Wilhelm etwas zugestoßen sei. Auch der Taxifahrer ergänzt seine Aussage, habe Fredy doch eigentlich zur Polizei gewollt. Er hat den betrunkenen Mann jedoch angesichts seines Zustandes lieber nach Hause gefahren. Bei einer erneuten Begehung des Tatortes hören die Ermittler plötzlich eine Melodie. Thomas Grawe steigt auf den Baum am Tatort und findet oben eine Taschenuhr. Der Knüppel, der am Tatort gefunden wurde, ist ein ebenfalls in dieser Höhe abgebrochener Ast. Die Fingerabdrücke an der Uhr gehören zu keinem der Verdächtigen. Als Thomas Grawe Wilhelm im Krankenhaus befragen will, erfährt er, dass dieser vor einer halben Stunde ausgerissen ist. Er findet ihn auf seinem Bauernhof, wo die Bauern des Dorfes gerade versuchen, Albert einzufangen und zu schlachten. Für den Oberleutnant, der anders als die Dorfbewohner und Wirtsleute im Dienst stets nur Nichtalkoholisches trinkt, stellt sich heraus, dass der Kriminalfall keiner war: Wilhelm ist mondsüchtig und neigt dann dazu, Dinge zu beklettern. Letzte Nacht war Vollmond und so verspürte er betrunken den Wunsch, den Baum im Stadtwald zu besteigen. Von oben fiel er runter und zog sich die festgestellten Verletzungen zu. Die Taschenuhr hat er auf dem Baum verloren. Thomas Grawe lässt die Ermittlungen einstellen. Fredy Kühn, der angesichts der Vorwürfe inzwischen an seine Schuld glaubte und ein linkisches Geständnis niedergeschrieben hat, ist erleichtert, dass er unschuldig ist.

## Produktion
Mitternachtsfall (Arbeitstitel: Vollmondstory) wurde vom 24. Mai bis 23. Juli 1988 in Berlin, Vietmannsdorf, Kremmen und Schönerlinde gedreht. Die Kostüme des Films schuf Tamara Schramm-Bansen, die Filmbauten stammen von Britta Bastian. Der Film erlebte am 8. Januar 1989 im 1. Programm des Fernsehens der DDR seine Premiere. Die Zuschauerbeteiligung lag bei 53,1 Prozent.
Es war die 125. Folge der Filmreihe Polizeiruf 110. Hauptmann Peter Fuchs ermittelte in seinem 75. Fall und Oberleutnant Thomas Grawe in seinem 16. Fall.